# Procès des Trente

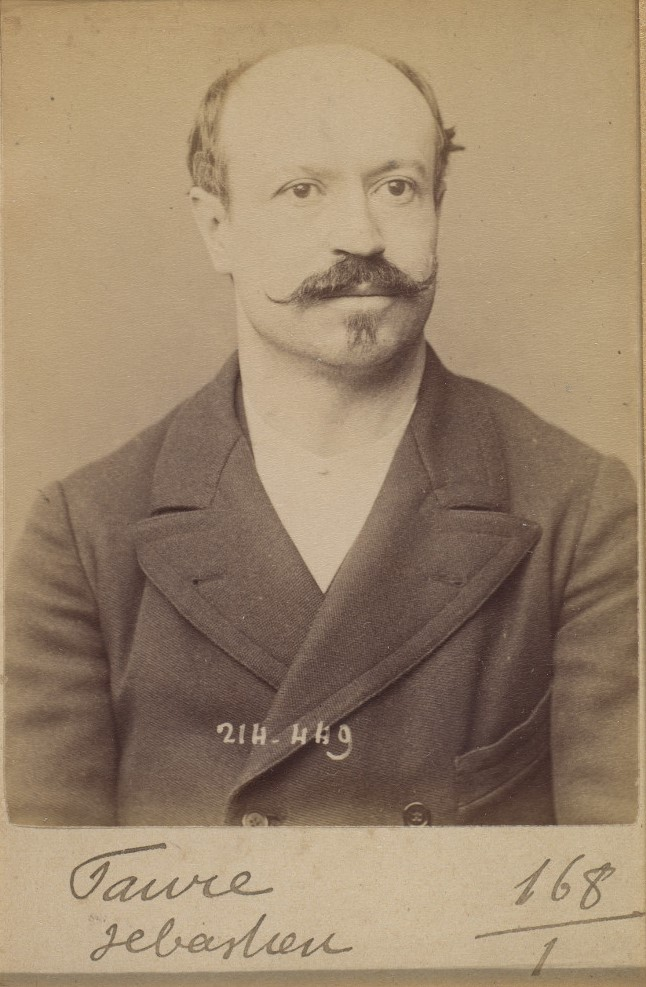
Portrait de Sébastien Faure avant 1918.

Le procès des Trente est un procès qui s'ouvre en France le 6 août 1894 devant la cour d'assises de la Seine.

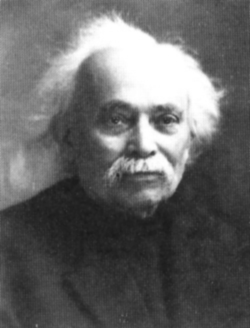
Jean Grave, vers 1910.

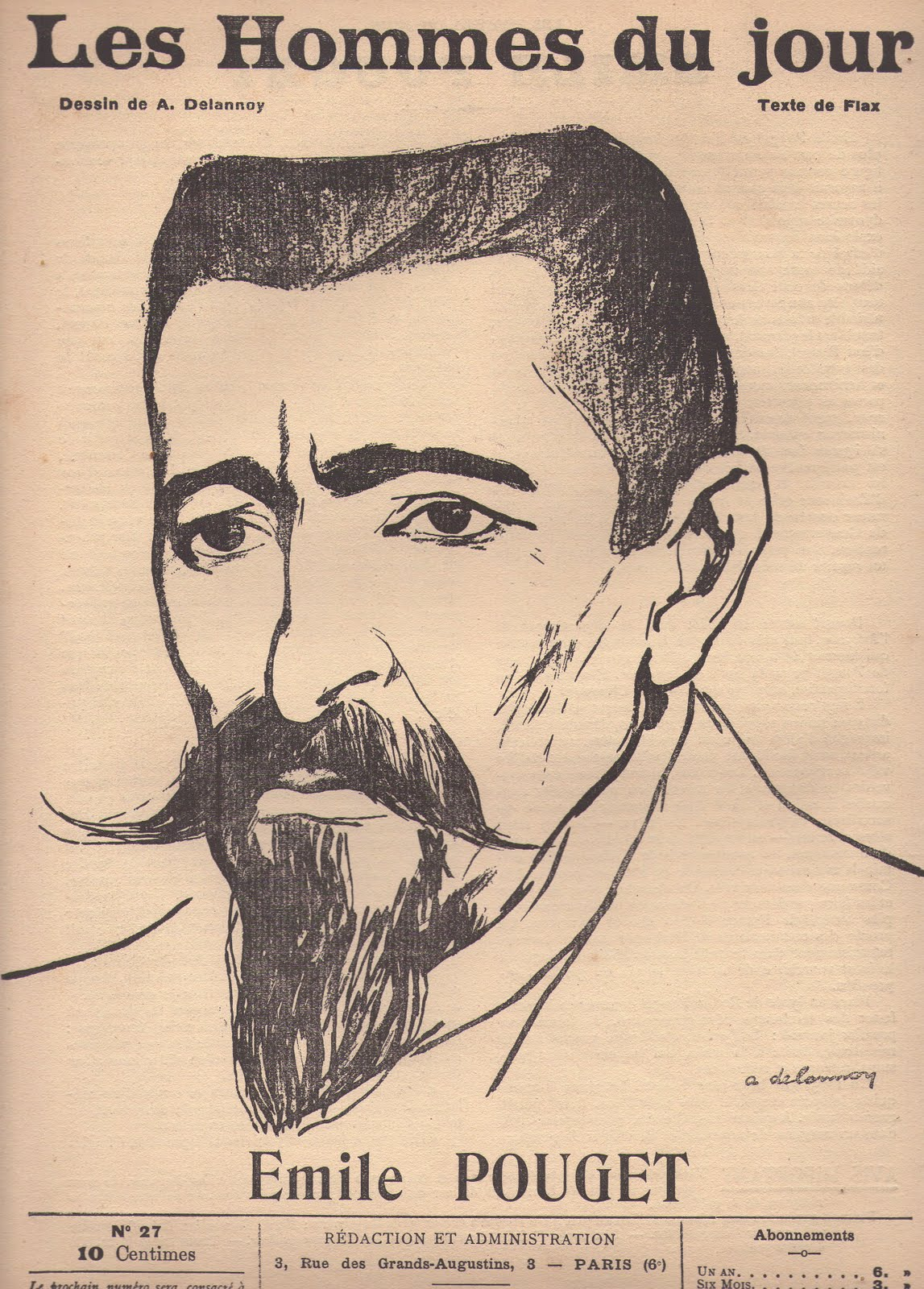
Émile Pouget.
Portrait par Aristide Delannoy, avant 1911.

Au cours de ce procès, qui constitue alors l'apogée de la lutte contre l'anarchisme, trente inculpés sont jugés, allant d'intellectuels anarchistes à des militants illégalistes, tous rassemblés dans une même accusation d'association de malfaiteurs.
Le procès vise aussi à justifier par leur application les « lois scélérates » de 1893-1894. La quasi-totalité des inculpés sont cependant acquittés, dans un verdict dont la modération contribue à calmer les esprits.

## Contexte
Au cours des premiers mois de 1894, la police organisa des descentes menant à des arrestations contre le mouvement anarchiste, que le gouvernement cherchait à briser. Pour cela, il fit appel aux lois scélérates de décembre 1893 et juillet 1894, votées après l'attentat d'Auguste Vaillant. Le 21 février 1894, Le Père Peinard, édité par Émile Pouget, dut cesser sa parution, suivi le 10 mars 1894 par Le Révolté d'Élisée Reclus et Jean Grave.
Du 1er janvier au 30 juin 1894, 426 personnes, dont 29 ne purent être arrêtées, furent jugés sous l'accusation d'« association de malfaiteurs ». Selon l'historien Jean Maitron, la plupart des activistes ayant été arrêtés ou ayant fui le pays, la propagande anarchiste cessa quasiment.

## Les inculpés
Les 30 inculpés comptent 19 théoriciens de l'anarchisme, mêlés à 11 voleurs de droit commun, amalgame favorisé par l'affirmation des anarchistes de leur droit à s'affranchir des lois. Parmi les accusés les plus notoires, on relève les noms de :
- Ivan Aguéli
- Philippe Léon Ortiz
- Orsini Bertani
- Victorine Belloti
- Paul Chiericotti
- Sébastien Faure
- Félix Fénéon[4]
- Jean Grave
- Louis Matha
- Émile Pouget
- Paul Reclus
- Paul Bernard
- Charles Chatel[5]
- Constant Martin (Absent, mais condamné)

## Le procès
Précédé par de nombreuses arrestations et perquisitions, le procès s'ouvrit le 6 août 1894. Y comparaissaient les 26 inculpés qui avaient pu être arrêtés, devant le juge Dayras.
Mené sur le fondement de l'article 265 du Code Pénal, modifié par la loi du 18 décembre 1893 pour association de malfaiteurs, le procès s'est traduit par un acquittement de presque tous les 26 accusés présents, à l'exception de Philippe Léon Ortiz (condamné à quinze ans de travaux forcés), Pierre Paul Jacques Chiericotti (huit ans de travaux forcés, Annette Soubrier-Chiericotti sa femme étant acquittée), et Orsini Bertani (six mois de prison et seize francs d'amende). La clémence de ce verdict contribua à atténuer les tensions et à calmer les esprits.
Le même mois, le 16 août 1894, l'anarchiste Sante Geronimo Caserio fut guillotiné près de la prison Saint-Paul.

## Les traits d'esprit de Félix Fénéon

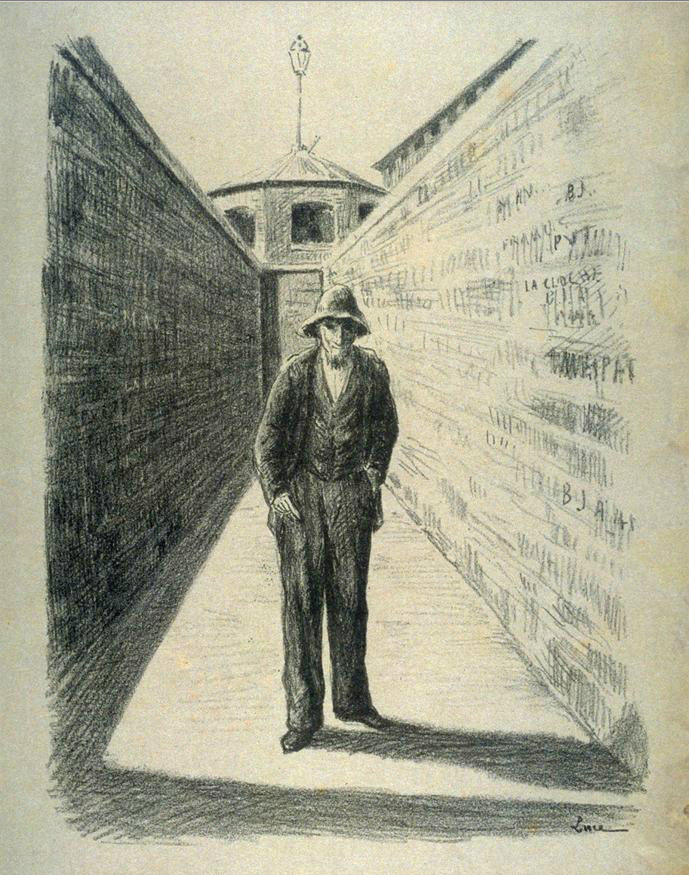
Félix Fénéon à la prison Mazas en 1894 par Maximilien Luce.

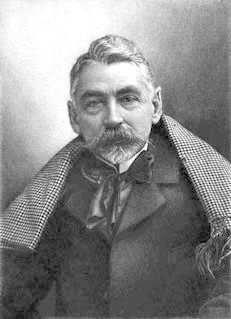
Stéphane Mallarmé, par Nadar, en 1896.

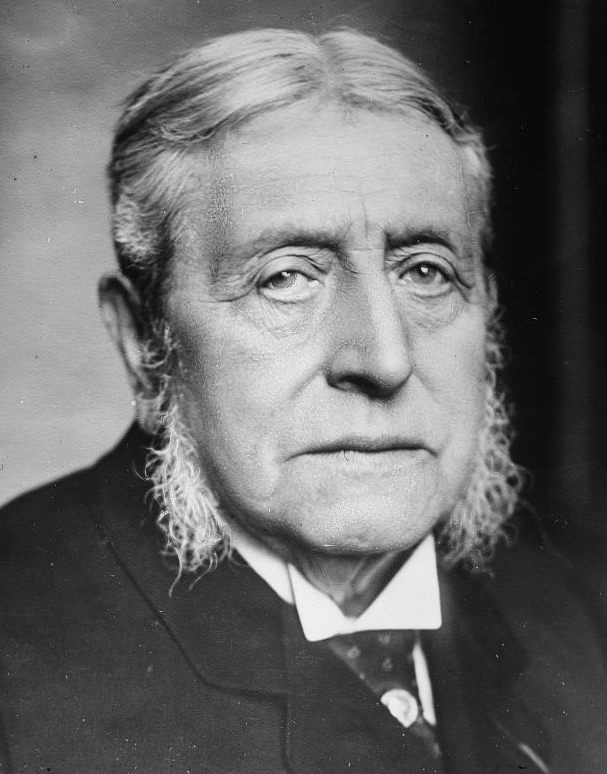
Edgar Demange, qui fut l'avocat de Félix Fénéon avant d'être la même année celui du capitaine Dreyfus.

Félix Fénéon fit sensation par ses « inoubliables réparties » autant que par les soutiens dont il bénéficiait. Toutefois, comme le note Joan Halperin, plus que ses mots d'esprit, c'est son attitude de « dilettante » qui obtint son acquittement. Il fut défendu par le grand avocat d'assises Edgar Demange, que lui avait procuré Thadée Natanson et qui allait bientôt défendre le capitaine Dreyfus. Stéphane Mallarmé vint témoigner en sa faveur le 8 août : « c'est un homme doux et droit [,] supérieur à l'emploi de quoi que ce soit, autre que la littérature, pour exprimer sa pensée ». L'interrogatoire de Fénéon est passé à la postérité :

« — Êtes vous un anarchiste, M. Fénéon ?

— Je suis un Bourguignon né à Turin.

— Vous étiez aussi l'ami intime d'un autre anarchiste étranger, Kampfmeyer ?

— Oh, intime, ces mots sont trop forts. Du reste, Kampfmeyer ne parlant qu'allemand, et moi le français, nos conversations ne pouvaient pas être bien dangereuses. (Rires.)

— À l'instruction, vous avez refusé de donner des renseignements sur Matha et sur Ortiz.

— Je me souciais de ne rien dire qui pût les compromettre. J'agirais de même à votre égard, monsieur le Président, si le cas se présentait.

— Il est établi que vous vous entouriez de Cohen et d'Ortiz.

— Pour entourer quelqu'un, il faut au moins trois personnes. (Explosion de rires.)

— On vous a vu causer avec des anarchistes derrière un réverbère.

— Pouvez-vous me dire, monsieur le Président, où ça se trouve, derrière un réverbère ? (Rires forts et prolongés. Le président fait un rappel à l'ordre.)

— On a trouvé dans votre bureau, au ministère de la Guerre, onze détonateurs et un flacon de mercure. D'où venaient-ils ?

— Mon père était mort depuis peu de temps. C'est dans un seau à charbon qu'au moment du déménagement j'ai trouvé ces tubes que je ne savais pas être des détonateurs.

— Interrogée pendant l'instruction, votre mère a déclaré que votre père les avait trouvés dans la rue.

— Cela se peut bien.

— Cela ne se peut pas. On ne trouve pas de détonateurs dans la rue.

— Le juge d'instruction m'a demandé comment il se faisait qu'au lieu de les emporter au ministère, je n'eusse pas jeté ces tubes par la fenêtre. Cela démontre bien qu'on pouvait les trouver sur la voie publique. (Rires.)

— Votre père n'aurait pas gardé ces objets. Il était employé à la Banque de France et l'on ne voit pas ce qu'il pouvait en faire.

— Je ne pense pas en effet qu'il dût s'en servir, pas plus que son fils, qui était employé au ministère de la Guerre.

— Voici un flacon de mercure que l'on a trouvé également dans votre bureau. Le reconnaissez-vous ?

— C'est un flacon semblable, en effet. Je n'y attache pas l'ombre d'une importance.

— Vous savez que le mercure sert à confectionner un dangereux explosif, le fulminate de mercure.

— Il sert également à confectionner des thermomètres, baromètres, et autres instruments. (Rires.) »